# Catherine Lord
Pour les articles homonymes, voir Lord.
Catherine Lord (née le 26 janvier 1949) est une artiste, autrice, curatrice, militante, enseignante et chercheuse spécialisée en féminisme, politiques culturelles et colonialisme. En 2010, elle reçoit la médaille des Arts de l'université Harvard.

## Biographie
Née en République dominicaine, elle étudie dans un internat britannique de la Barbade. Quand elle a 13 ans, sa famille déménage en Iowa.
Elle obtient un diplôme d'anglais de Radcliffe College et travaille en parallèle comme assistante de recherche à la bibliothèque Schlesinger. Elle obtient son Master d'Arts appliqués en photographie et histoire de la photographie au Visual Studies Workshop, une organisation artistique partenaire de l'université d’État de New York à Buffalo.
Elle est doyenne de l'école d'Art du California Institute of the Arts pendant sept ans. De 1990 à 1995, elle est présidente du département des Arts d'UC Irvine. De 1991 à 1996, elle est directrice de la galerie artistique de l'établissement.
En 2004, elle est atteinte d'un cancer du seil et publie The Summer of Her Baldness: A Cancer Improvisation, roman dans lequel elle évoque sa perte de cheveux (Baldness) pendant sa chimiothérapie plutôt que sa tumorectomie. Le livre est traduit en français sous le titre Sa Calvitie, Son Colibri: Miss Translation.
Lord est rédactrice en chef d'Afterimage (image rémanente), un magazine de photographie, film et de vidéo.

## Prix et récompenses
En 2008, elle est nommée Professeure Honoraire de Photographie Shirley Carter Burden par Harvard[réf. nécessaire]. En 2010, elle reçoit la médaille des arts de Harvard.

## Publications
- Sa calvitie, son colibri : Miss translation, Paris, L'Unebévue éditions, 2006, 53 p.  (ISBN 2-914596-18-9)